# 刘洋 (体操运动员)
刘洋（1994年8月11日—），辽宁省鞍山市人，中国男子体操运动员。

## 职业生涯
刘洋五歲時候就開始練習體操。2012年入选国家体操队，同年获得全国体操冠军赛男子吊环冠军。2013年在世界杯科特布斯站吊环决赛摘得亚军。2014年在第45届世界体操锦标赛男子吊环决赛中折桂。2015年获得全国体操锦标赛吊环冠军、体操世锦赛男子吊环季军。
2016年8月里约奥运会中，张成龙、林超攀、邓书弟、尤浩、刘洋为中国军团摘获一枚铜牌。
2021年奪得東京奧運會男子吊環金牌。
2022年5月3日被授予中国青年五四奖章。